# Eulasia pulchra
Eulasia pulchra es una especie de coleóptero de la familia Glaphyridae.

## Distribución geográfica
Habita en Armenia, Irán y Turquía.